# Guinea i olympiska sommarspelen 1980
Guinea deltog i de olympiska sommarspelen 1980 med en trupp bestående av nio deltagare, samtliga män, vilka deltog i tio tävlingar i tre sporter. Ingen av landets deltagare erövrade någon medalj.

## Boxning
| Idrottare          | Gren            | Omgång 1             | Omgång 2             | Omgång 3             | Kvartsfinal          | Semifinal            | Final                | Final |
| Idrottare          | Gren            | Motståndare Resultat | Motståndare Resultat | Motståndare Resultat | Motståndare Resultat | Motståndare Resultat | Motståndare Resultat |       |
| ------------------ | --------------- | -------------------- | -------------------- | -------------------- | -------------------- | -------------------- | -------------------- | ----- |
| Barry Aguibou      | Flugvikt        | Sherif (ETH) DSQ-2   | Gick inte vidare     | Gick inte vidare     | Gick inte vidare     | Gick inte vidare     | Gick inte vidare     |       |
| Samba Jacob Diallo | Bantamvikt      | Bye                  | Manoharan (IND) 1-4  | Gick inte vidare     | Gick inte vidare     | Gick inte vidare     | Gick inte vidare     |       |
| Mbemba Camara      | Lätt mellanvikt | de Jesus (BRA) 0-5   | i.u.                 | Gick inte vidare     | Gick inte vidare     | Gick inte vidare     | Gick inte vidare     |       |

## Friidrott
Bana
| Idrottare       | Gren  | Heat     | Heat      | Kvartsfinal      | Kvartsfinal      | Semifinal        | Semifinal        | Final            | Final            |
| Idrottare       | Gren  | Resultat | Placering | Resultat         | Placering        | Resultat         | Placering        | Resultat         | Placering        |
| --------------- | ----- | -------- | --------- | ---------------- | ---------------- | ---------------- | ---------------- | ---------------- | ---------------- |
| Paul Haba       | 100 m | 11.19    | 6         | Gick inte vidare | Gick inte vidare | Gick inte vidare | Gick inte vidare | Gick inte vidare | Gick inte vidare |
| Paul Haba       | 200 m | 22.70    | 7         | Gick inte vidare | Gick inte vidare | Gick inte vidare | Gick inte vidare | Gick inte vidare | Gick inte vidare |
| Mohamed Diakité | 400 m | 49.59    | 6         | Gick inte vidare | Gick inte vidare | Gick inte vidare | Gick inte vidare | Gick inte vidare | Gick inte vidare |
| Sekou Camara    | 800 m | 1:58.9   | 5         | i.u.             | i.u.             | Gick inte vidare | Gick inte vidare | Gick inte vidare | Gick inte vidare |

## Judo
Herrarnas -60 kg
- Ibrahim Camara (19:e plats)

Herrarnas 65 kg
- Mamadou Diallo (13:e plats)

Herrarnas 71 kg
- Abdoulaye Diallo (19:e plats)